# International Towers Sydney
International Towers Sydney es el nombre de un complejo de tres rascacielos situados en Barangaroo, Nueva Gales del Sur, Australia. La construcción de las torres empezó en 2013 y se completó a mediados de 2016. Constituirán la parte central del proyecto de uso mixto de Barangaroo South, cerca de Sídney. Más del cincuenta por ciento de la superficie de Barangaroo South (7,6 hectáreas) será accesible al público. Las International Towers Sydney proporcionan 283 900 m² de espacio de oficinas, unos ochocientos apartamentos, unas noventa tiendas y un hotel international, Crown Sydney.
Los tres rascacielos de oficinas de International Towers Sydney, conocidos individualmente como International Tower 1, 2 y 3, fueron diseñados por Rogers Stirk Harbour + Partners.

## Historia

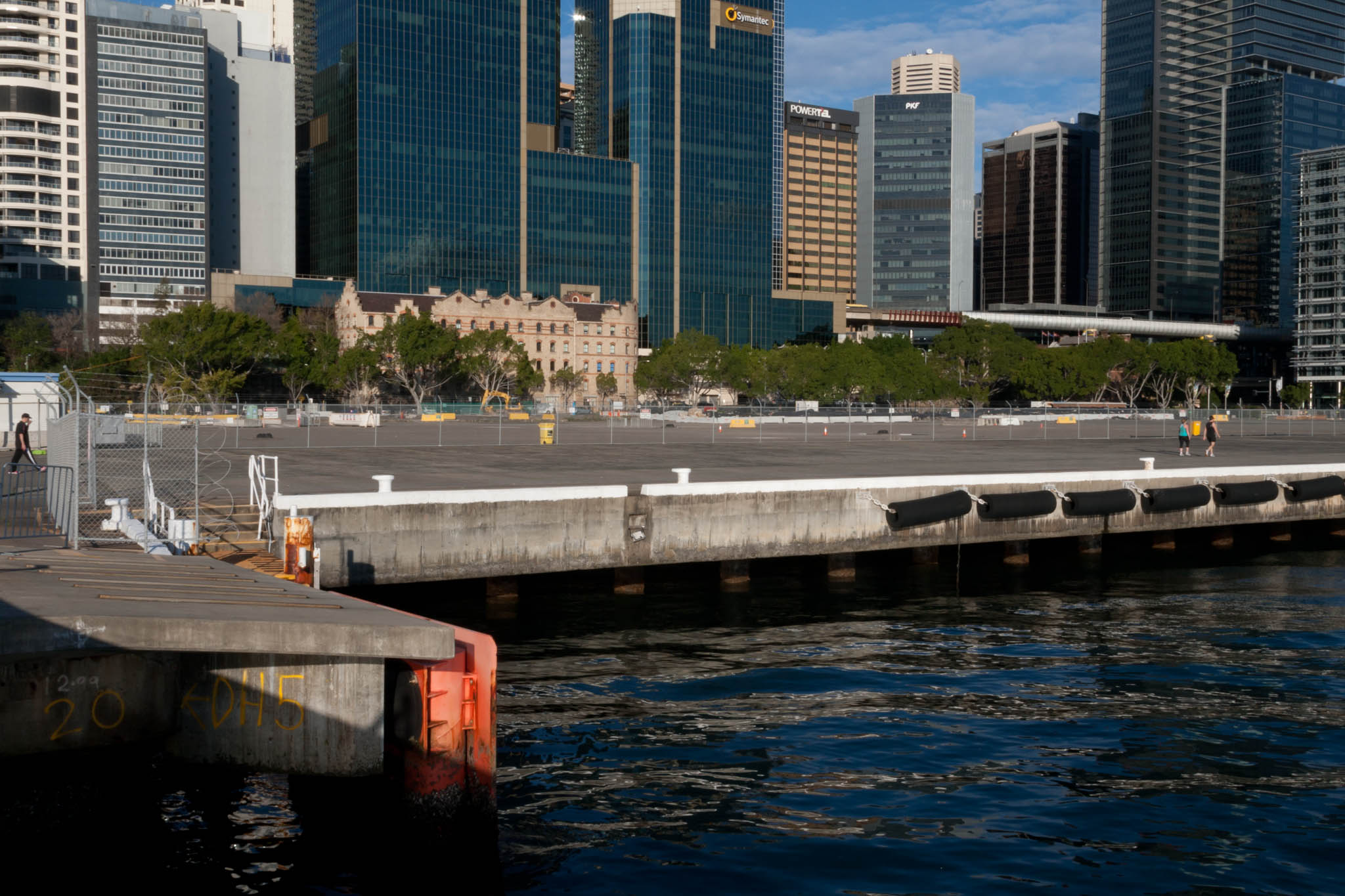
La futura parcela de las International Towers en Barangaroo sin urbanizar en 2011.

La torre más alta, conocida como Torre 1, tiene 217 m de altura y 49 plantas. Fue completada a mediados de 2016. PricewaterhouseCoopers es el principal inquilino, y HSBC y Marsh & McLennan Companies también han firmado contratos de alquiler en el edificio.
La Torre 2 tiene 178 m de altura y 43 plantas. Los dos principales inquilinos de la torre son Westpac y el bufete de abogados Gilbert + Tobin, que ocupan más del 80% de la superficie de la torre. Fue la primera torre que empezó a construirse, en julio de 2013, y fue completada en junio de 2015. Los empleados de Westpac Group se empezaron a trasladar al edificio en agosto de 2015.
La Torre 3 tiene 168 m de altura y 39 plantas. El inquilino principal es KPMG, que ha firmado un alquiler de catorce años para ocupar las quince plantas más altas desde enero de 2016. También Lendlease tiene su sede de Sídney en la torre desde julio de 2016. Fue coronada en noviembre de 2015 y completada a mediados de 2016.